# Christian Blanchard
Pour les articles homonymes, voir Blanchard.
Christian Blanchard (né le 20 juin 1959 à Dieppe) est un écrivain et éditeur français, auteur de romans policiers et de thrillers. Il vit à Plougastel-Daoulas.

## Biographie
Après avoir été enseignant, inspecteur, conseiller en formation et proviseur adjoint d’un lycée professionnel, Christian Blanchard quitte l'Éducation nationale en 2004 pour se consacrer à l'écriture de romans, d'abord au sein de sa propre maison d'édition, les Éditions du Barbu, jusqu'en 2011, puis pour les éditions du Palémon, les éditions Belfond et les éditions Tri Nox.
Ses romans noirs, d'abord ancrés en Bretagne, où il réside (Les loups gris, L'immortelle qui pleurait les morts), abordent désormais des thèmes plus variés, plus universels, plus complexes (Iboga, Seul avec la nuit, Angkar). 

## Œuvres

### Romans noirs
- Incendie(s). Plougastel-Daoulas : les Éd. du Barbu, coll. "Suspense et romans noirs", 03/2005, 251 p.  (ISBN 2-9523354-1-9)
- La Mort des sens. Plougastel-Daoulas : les Éd. du Barbu, coll. "Suspense et romans noirs", 03/2005, 239 p.  (ISBN 2-9523354-0-0)
- La Double O. Plougastel-Daoulas : les Éd. du Barbu, coll. "Suspense et romans noirs", 05/2005, 379 p.  (ISBN 2-9523354-2-7)
- Le Chemin de souffrance. Plougastel-Daoulas : les Éd. du Barbu, coll. "Suspense et romans noirs", 10/2005, 285 p.  (ISBN 2-9523354-3-5)
- Résiliences. Plougastel-Daoulas : les Éd. du Barbu, coll. "Suspense et romans noirs", 02/2006, 255 p.  (ISBN 2-9523354-6-X)
- Chairs amis. Plougastel-Daoulas : les Éd. du Barbu, coll. "Suspense et romans noirs", 06/2006, 320 p.  (ISBN 2-9523354-8-6) Réédition Plougastel-Daoulas : EdB, coll. "Noir express", 04/2011, 303 p.  (ISBN 978-2-35998-022-6)
- BREST 2020 : Bagne régional d'expérimentation en sécurité du territoire. Plougastel-Daoulas : les Éd. du Barbu, coll. "Suspense et romans noirs", 01/2007, 312 p.  (ISBN 978-2-9526843-3-0)
- Le Théorème du singe.  Plougastel-Daoulas : les Éd. du Barbu, coll. "Suspense et romans noirs", 06/2007, 358 p.  (ISBN 978-2-9526843-4-7) Réédition Plougastel-Daoulas : EdB, coll. "Noir express", 05/2011, 639 p.  (ISBN 978-2-35998-023-3)
- Urma.  Plougastel-Daoulas : les Éd. du Barbu, coll. "Suspense et romans noirs", 02/2008, 383 p.  (ISBN 978-2-917415-01-6)
- La Triade du bourreau. Plougastel-Daoulas : les Éd. du Barbu, coll. "Suspense et romans noirs", 12/2008, 238 p.  (ISBN 978-2-917415-13-9) Réédition Plougastel-Daoulas : EdB, coll. "Noir express", 04/2010, 248 p.  (ISBN 978-2-35998-003-5) ; Questembert : Tri nox éditions, 07/2020, 309 p.  (ISBN 978-2-490808-04-5)
- La Salamandre de Kerpape. Ploemeur : Chemin faisant, coll. "PloeMeurtre", 06/2010, 265 p.  (ISBN 979-10-91558-14-3)
- Hors contrat. Ploemeur : Chemin faisant, coll. "PloeMeurtre", 10/2010, 216 p.  (ISBN 978-2-35998-018-9)
- Parasite. Quimper : Éd. du Palémon, 10/2012, 296 p.  (ISBN 978-2-916248-33-2)
- Les Loups Gris. Quimper : Éd. du Palémon, 10/2013, 314 p.  (ISBN 978-2-916248-40-0)
- Curriculum vitae. Quimper : Éd. du Palémon, 02/2014, 364 p.  (ISBN 978-2-916248-52-3)
- Pulsions salines. Quimper : Éd. du Palémon, 10/2014, 333 p.  (ISBN 978-2-916248-77-6). Réédition sous le titre La Mer qui prend l'homme. Paris : Belfond, 10/2018, 313 p.  (ISBN 978-2-7144-8067-5)
- L'Immortelle qui pleurait les morts. Quimper : Éd. du Palémon, 11/2015, 346 p.  (ISBN 978-2-37260-015-6)
- Iboga. Paris : Belfond, 01/2018, 298 p.  (ISBN 978-2-7144-7833-7) Réédition Points Policiers n° 4983, 04/2019, 280 p.  (ISBN 978-2-7578-7475-2)
- Seul avec la nuit. Paris : Belfond, 05/2019, 327 p.  (ISBN 978-2-7144-7977-8) Réédition Points Policiers n° 5549, 03/2022, 340 p.  (ISBN 978-2-7578-8831-5)
- Angkar. Paris : Belfond, 02/2020, 275 p.  (ISBN 978-2-7144-9326-2) Réédition Points Policiers n° 5378, 05/2021, 257 p.  (ISBN 978-2-7578-8830-8)
- Tu ne seras plus mon frère. Paris : Belfond, 02/2021, 345 p.  (ISBN 978-2-7144-9468-9) Réédition Points Policiers n° 5932, 05/2023, 364 p.  (ISBN 978-2-7578-9782-9)
- Antoine. Paris : Belfond, coll. "Belfond noir", 03/2022, 299 p.  (ISBN 978-2-7144-9597-6)
- Dis bonne nuit. Paris : Belfond, coll. "Belfond noir", 05/2023, 252 p.  (ISBN 978-2-7144-9894-6) Réédition Quimper : Éd. du Palémon, 01/2025, 250 p.  (ISBN 978-2-38527-122-0)
- Sur l'île de la rédemption : île de Batz. Quimper : Éd. du Palémon, 09/2023, 336 p.  (ISBN 978-2-37260-963-0)
- Sur terre et sur mer : Plougastel-Daoulas. Quimper : Éd. du Palémon, 02/2024, 312 p.  (ISBN 978-2-38527-030-8)
- Le Rocher des morts : Plougastel-Daoulas. Quimper : Éd. du Palémon, 10/2024, 360 p.  (ISBN 978-2-38527-111-4)

### Roman
- La Reine africaine / avec Roch Domerego. Paris : Jean-Claude Lattès, 06/2008, 376 p.  (ISBN 978-2-7096-2481-7)

### Essais
- Que les gens sont laids ! : méchancetés sur les gens ordinaires à la foire Saint-Michel de Brest. Plougastel-Daoulas : les Éd. du Barbu, coll. "Pamphlet", 11/2007, 92 p.  (ISBN 978-2-917415-00-9)
- On nous prend pour des c... : candides, crétins, cons, culs-terreux. Plougastel-Daoulas : les Éd. du Barbu, coll. "Pamphlet", 12/2008, 94 p.  (ISBN 978-2-917415-09-2)
- Les vieux sont chiants : mais moi aussi je vais devenir vieux. Plougastel-Daoulas : les Éd. du Barbu, coll. "Pamphlet", 06/2009, 95 p.  (ISBN 978-2-917415-16-0)
- Et si le Christ avait été une femme ? Plougastel-Daoulas : les Éd. du Barbu, coll. "Pamphlet", 03/2010, 95 p.  (ISBN 978-2-35998-013-4)
- Jamais content, le pépère ! Plougastel-Daoulas : EdB, coll. "Pamphlet", 11/2010, 95 p.  (ISBN 978-2-35998-020-2)

### Recueil de nouvelles
- Brèves noires : manipulations et dépendances. Plougastel-Daoulas : les Éd. du Barbu, coll. "Suspense et romans noirs", 10/2006, 195 p.  (ISBN 2-9526843-0-8)

### Nouvelle
- Joé, dans Déguster le noir, anthologie sous la direction d'Yvan Fauth. Paris : Belfond, coll. "Belfond noir", 06/2023, p. 75-94.  (ISBN 978-2-7144-9749-9). Rééd. HarperCollins poche Noir n° 725, 03/2025.  (ISBN 979-10-339-1951-3)

## Récompenses et distinctions
- 2019 : Prix du meilleur polar des lecteurs du Points, pour Iboga[2].
- 2020 : Prix du roman noir des bibliothèques et des médiathèques du Grand Cognac[4], pour Angkar.
- 2021 : Prix du Roman de la ville de Carhaix, pour Tu ne seras plus mon frère[5].
- 2023 : Prix Cognac du meilleur roman francophone pour Dis bonne nuit[6]